# Courchelettes
Courchelettes est une commune française, située dans le département du Nord en région Hauts-de-France.

## Géographie

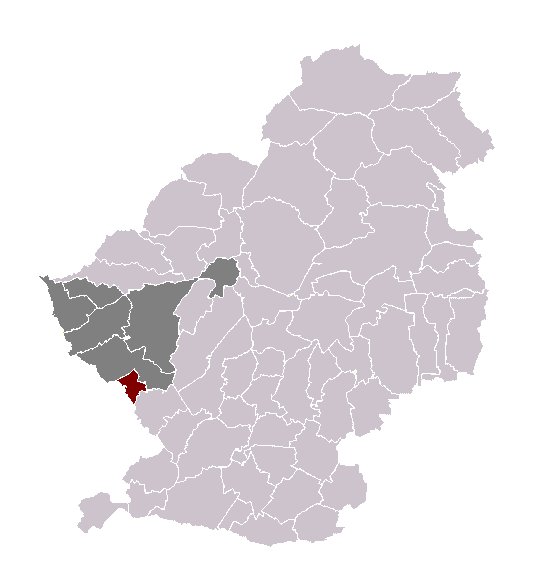
Courchelettes dans son canton et son arrondissement

Présence sur les gravures de la famille de Croÿ (XIVe siècle)
et sur les cartes de Cassini (XVIIe siècle) sous l'appellation Courcelettes, confluence de canaux : canal de la Sensée et canal de la Scarpe.
La ville de Courchelettes est une des limites du département du Nord 
Courchelettes (59 - dpt du Nord) et Corbehem  (62 - dpt du Pas de Calais)

### Hydrographie

#### Réseau hydrographique
La commune est située dans le bassin Artois-Picardie. Elle est drainée par la Scarpe canalisée, la dérivation de la Scarpe, le canal de la Sensée et le Filet de Noyelles,.
La Scarpe canalisée et une section canalisée de la Scarpe, d'une longueur de 67 km, prend sa source dans la commune de Arras et se jette  dans l'Escaut canalisée à Mortagne-du-Nord, après avoir traversé 34 communes. 

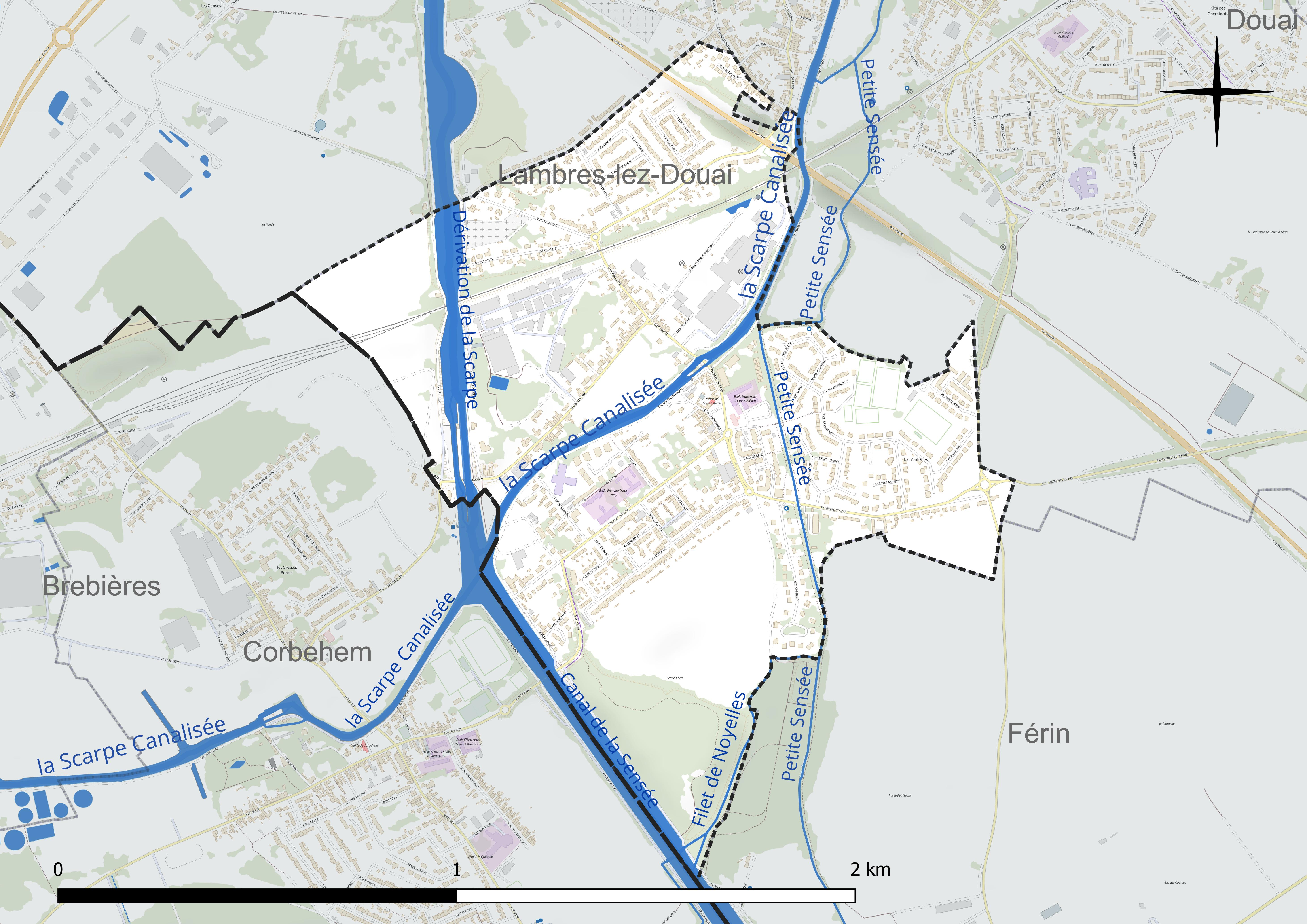
Réseau hydrographique de Courchelettes.

#### Gestion et qualité des eaux
Le territoire communal est couvert par le schéma d'aménagement et de gestion des eaux (SAGE) « Scarpe amont ». Ce document de planification concerne un territoire de 553 km2 de superficie, délimité par le bassin versant de la Scarpe amont et se composant de trois vallées : celle de la Scarpe, du Gy et du Crinchon. Le périmètre a été arrêté le 15 juillet 2010 et le SAGE proprement dit a été approuvé le 19 décembre 2023. La structure porteuse de l'élaboration et de la mise en œuvre est la communauté urbaine d'Arras. 
La qualité des cours d'eau peut être consultée sur un site dédié géré par les agences de l'eau et l'Agence française pour la biodiversité. 

### Climat
Pour des articles plus généraux, voir Climat des Hauts-de-France et Climat du Nord.
En 2010, le climat de la commune est de type climat océanique dégradé des plaines du Centre et du Nord, selon une étude du CNRS s'appuyant sur une série de données couvrant la période 1971-2000. En 2020, Météo-France publie une typologie des climats de la France métropolitaine dans laquelle la commune est exposée à un climat océanique et est dans la région climatique  Nord-est du bassin Parisien, caractérisée par un ensoleillement médiocre, une pluviométrie moyenne régulièrement répartie au cours de l'année et un hiver froid (3 °C). 
Pour la période 1971-2000, la température annuelle moyenne est de 10,6 °C, avec une amplitude thermique annuelle de 14,6 °C. Le cumul annuel moyen de précipitations est de 687 mm, avec 11,8 jours de précipitations en janvier et 8,9 jours en juillet. Pour la période 1991-2020, la température moyenne annuelle observée sur la station météorologique la plus proche, située sur la commune de Douai à 3 km à vol d'oiseau, est de 11,0 °C et le cumul annuel moyen de précipitations est de 729,2 mm,. Pour l'avenir, les paramètres climatiques de la commune estimés pour 2050 selon différents scénarios d'émission de gaz à effet de serre sont consultables sur un site dédié publié par Météo-France en novembre 2022.
| Mois                                  | jan.             | fév.             | mars             | avril         | mai             | juin          | jui.           | août          | sep.          | oct.          | nov.            | déc.          | année      |
| ------------------------------------- | ---------------- | ---------------- | ---------------- | ------------- | --------------- | ------------- | -------------- | ------------- | ------------- | ------------- | --------------- | ------------- | ---------- |
| Température minimale moyenne (°C)     | 1,3              | 1,5              | 3,3              | 5,3           | 8,6             | 11,4          | 13,4           | 13,2          | 10,7          | 7,7           | 4,4             | 2             | 6,9        |
| Température moyenne (°C)              | 3,8              | 4,5              | 7,3              | 10,4          | 13,8            | 16,7          | 18,8           | 18,7          | 15,6          | 11,6          | 7,3             | 4,4           | 11,1       |
| Température maximale moyenne (°C)     | 6,4              | 7,5              | 11,3             | 15,5          | 18,9            | 22            | 24,3           | 24,3          | 20,6          | 15,5          | 10,1            | 6,8           | 15,3       |
| Record de froid (°C) date du record   | −19,5 14.01.1982 | −13,5 07.02.1991 | −10,5 07.03.1971 | −4,1 11.04.03 | −1,3 05.05.1996 | −3 02.06.1962 | 3,5 01.07.1984 | 5 28.08.1978  | 2 25.09.1979  | −4,4 24.10.03 | −8,3 26.11.1989 | −13 18.12.10  | −19,5 1982 |
| Record de chaleur (°C) date du record | 15,4 18.01.07    | 18,8 26.02.19    | 23 29.03.1968    | 28,2 15.04.07 | 31,3 12.05.1998 | 35,8 27.06.11 | 41,9 25.07.19  | 37,4 10.08.03 | 34,8 15.09.20 | 29,2 01.10.11 | 20,7 12.11.1995 | 15,6 07.12.00 | 41,9 2019  |
| Précipitations (mm)                   | 59,5             | 49,9             | 52,6             | 41,4          | 57              | 65,7          | 70,2           | 71,6          | 57,6          | 63,3          | 72,5            | 75,3          | 736,6      |

## Urbanisme

### Typologie
Au 1er janvier 2024, Courchelettes est catégorisée ceinture urbaine, selon la nouvelle grille communale de densité à sept niveaux définie par l'Insee en 2022.
Elle appartient à l'unité urbaine de Douai-Lens, une agglomération inter-départementale regroupant 67  communes, dont elle est une commune de la banlieue,,. Par ailleurs la commune fait partie de l'aire d'attraction de Douai, dont elle est une commune de la couronne,. Cette aire, qui regroupe 61 communes, est catégorisée dans les aires de 50 000 à moins de 200 000 habitants,.

### Occupation des sols
L'occupation des sols de la commune, telle qu'elle ressort de la base de données européenne d'occupation biophysique des sols Corine Land Cover (CLC), est marquée par l'importance des territoires artificialisés (83 % en 2018), une proportion identique à celle de 1990 (83 %). La répartition détaillée en 2018 est la suivante : 
zones urbanisées (61,5 %), zones industrielles ou commerciales et réseaux de communication (21,6 %), terres arables (9,7 %), forêts (7,2 %). L'évolution de l'occupation des sols de la commune et de ses infrastructures peut être observée sur les différentes représentations cartographiques du territoire : la carte de Cassini (XVIIIe siècle), la carte d'état-major (1820-1866) et les cartes ou photos aériennes de l'IGN pour la période actuelle (1950 à aujourd'hui).

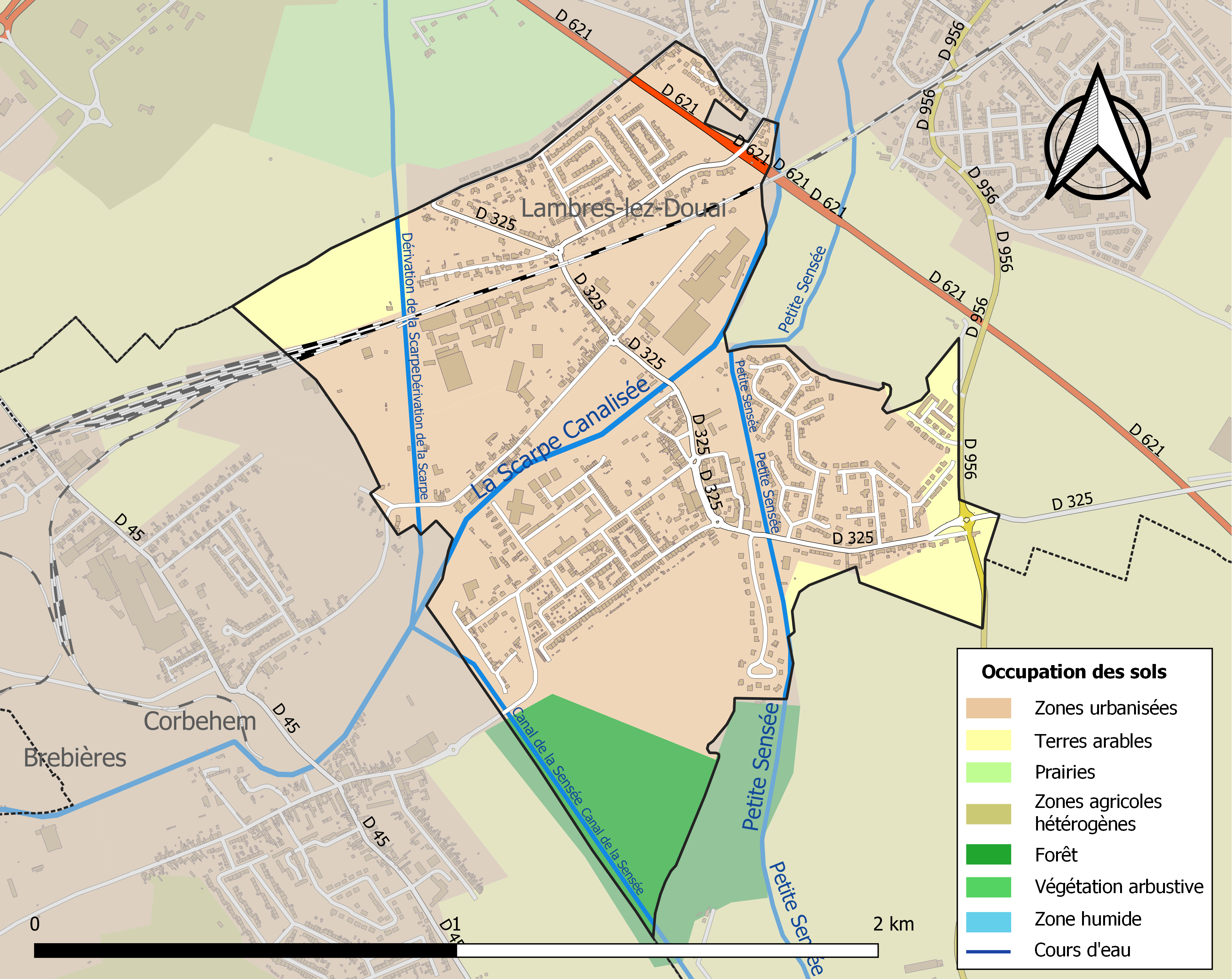
Carte des infrastructures et de l'occupation des sols de la commune en 2018 (CLC).

### Voies de communication et transports
Courchelettes est desservie par les lignes 14 et 111 du réseau de transport Évéole et la ligne 821 du réseau interurbain Arc-en-Ciel 3.

## Histoire
|          | Lambres-lez-Douai |       |
|          | Courchelettes     |       |
| Corbehem |                   | Férin |

Au Moyen Âge, guerre incessante entre le seigneur de Vitry-en-Artois et de Courchelettes et le seigneur de Douai.
Avant la Révolution française, Courchelettes était le siège d'une seigneurie.
Nicolas de Gennevières, d'une famille originaire de Picardie, en Artois depuis le XIVe siècle, est seigneur de Waudricourt (Vaudricourt)  et Courchelettes Il a épousé Marguerite Laurie, demoiselle dudit lieu et de Courchelettes, fille de Robert Laurie, écuyer, et de Jeanne de Gonnère.
Antoine de Gennevières, fils de Nicolas, écuyer, est seigneur de Waudricourt et Courchelette.
Charles de Gennevières, fils d'Antoine, est seigneur de Waudricourt et Courchelette, écuyer, époux de Antoinette du Mont-Saint-Éloi. En 1544, il est appelé en qualité de gentilhomme aux États d'Artois. Ses descendants vont également être convoqués à ces États, et leurs filles acceptées dans toutes les nobles abbayes de Flandre.
Antoine de Gennevières dit noble homme, fils de Charles, bénéficie le 9 février 1584, d'une exemption du droit de nouvel acquêt, (en tant que noble). Il est seigneur de Waudricourt et de Courchelettes.
Un de leurs descendants, Antoine François de Gennevières est seigneur de Samettes (hameau de Lumbres) en 1763.
Adrien du Chastel, écuyer, seigneur de Courchelettes, bénéficie le 22 octobre 1618 de lettres données au château de la Vuère, le faisant chevalier, en considération des services rendus par lui est ses ancêtres : Adrien du Chastel, homme d'armes de l'empereur Charles Quint, Josse du Chastel prévôt de Lannoy, Guillaume du Chastel, employé au service de feu la reine de Hongrie (Marie de Hongrie), Louis du Chastel, son père, prévôt de Longueville, etc..
François-Emmanuel de Quellerie de Chanteraine, chevalier, est seigneur de Chanteraine, Quiéry, Boursies, Vadencourt, Courchelettes, créé comte de Quellerie de Chanteraine en 1769, chevalier d'honneur à la cour du Parlement de Flandres de 1764 au 12 juillet 1783. Il est le fils  de Charles-Philippe de Quellerie, écuyer, seigneur de Chanteraine, Quiéry, Boursies, du Forestel, ancien officier au régiment d'Issenghien, époux de Marie-Françoise de Marmet de Valcroissant. Il épouse par contrat passé à Douai le 11 août 1736, Marie-Françoise Cardon de Rollancourt, dame de Rollancourt, Rongy, née de Jean-Louis de Rollancourt, chevalier, seigneur de Rollancourt, trésorier de France au bureau des finances de la généralité de Lille, chef du magistrat de Douai. et de Marie- Anne-Antoinette de La Bauvette de Warnicamps.
En 1863, installation de la première raffinerie de pétrole française à Courchelettes par la société Paix &Cie (actuellement l'entreprise Axter) qui importe du pétrole en provenance de Pennsylvanie. Transporté par bateau jusqu'au port de Calais, le brut est ensuite acheminé sur le site de Courchelettes par canaux.
En 1937, naissance du Paxalumin, complexe d'étanchéité bitume-métal.

## Héraldique
|  | Les armes de Courchelettes se blasonnent ainsi :"D'azur au chevron d'or accompagné de trois étoiles à cinq rais du même." |

## Politique et administration

### Tendances politiques et résultats
Lors du premier tour des élections municipales le 15 mars 2020, vingt-trois sièges sont à pourvoir ; on dénombre 2 069 inscrits, dont 1 067 votants (51,57 %), 13 votes blancs (1,22 %) et 1 036 suffrages exprimés (97,09 %). La liste Courchelettes avec vous pour demain menée par le conseiller municipal d'opposition, ancien adjoint aux sports et aux finances, Raphaël Aix recueille 543 voix (52,41 %) et ainsi dix-huit sièges au conseil municipal contre cinq pour la liste Ensemble pour l'avenir de Courchelettes menée par Yves-Marie Blocquet avec 493 voix (47,59 %),.

### Liste des maires

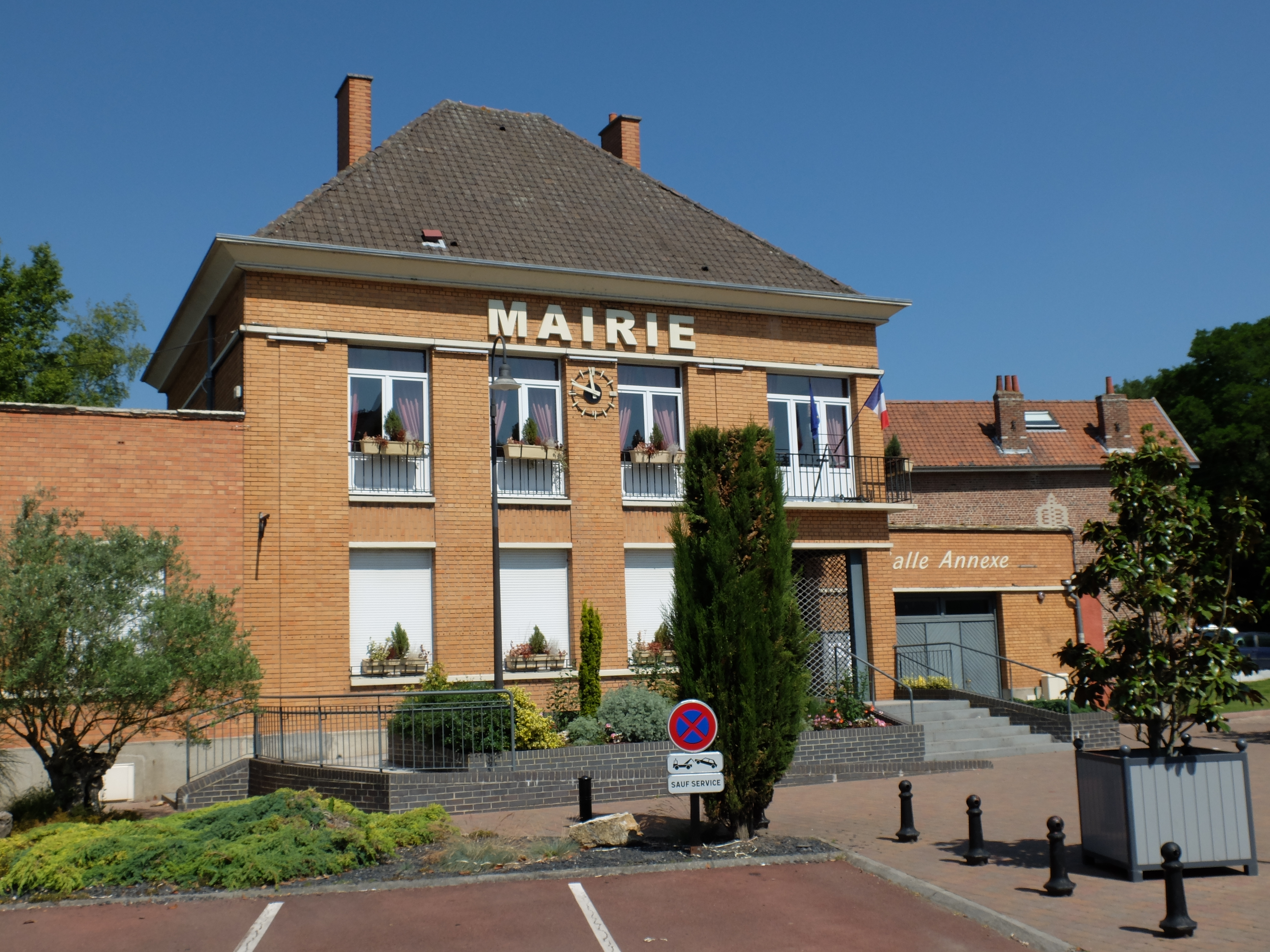
La mairie.

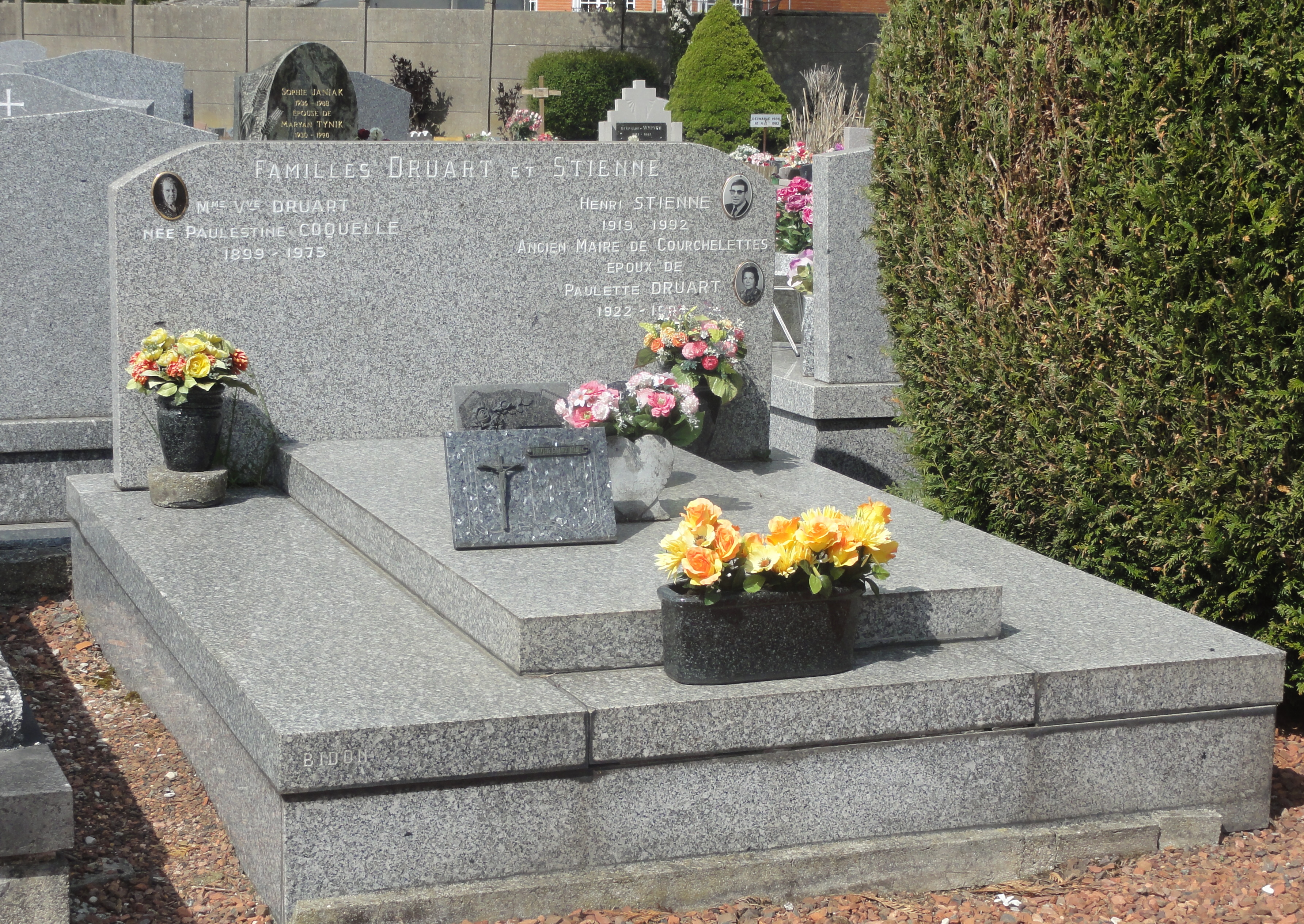
Tombe d'Henri Stienne au cimetière de Courchelettes.

Maire de 1802 à 1808 : Broux,.
| Identité                                            | Période       | Période                                  | Durée                     | Étiquette        |
| Identité                                            | Début         | Fin                                      | Durée                     | Étiquette        |
| --------------------------------------------------- | ------------- | ---------------------------------------- | ------------------------- | ---------------- |
| Edmond Paix (d)                                     | 1935          | 1940                                     | 5 ans                     |                  |
| Henri Stienne (d) (13 mars 1919 - 3 janvier 1992)   | 1962          | mars 1983                                | 21 ans                    | Parti socialiste |
| Claude Geisse (d) (12 novembre 1939 - 8 avril 1994) | mars 1983     | 8 octobre 1994 (mort en cours de mandat) | 11 ans et 7 mois          | apparenté PS (d) |
| Émile Varlet (d) (15 décembre 1920 - 1er mai 2020)  | novembre 1994 | juin 1995                                | 7 mois                    |                  |
| Jean-Claude Dhalluin (d) (né le 3 juillet 1947)     | juin 1995     | mars 2001                                | 5 ans et 9 mois           | indépendant      |
| Pascal D'Hulster (d)                                | mars 2001     | mars 2014                                | 13 ans                    | divers gauche    |
| Jean-Claude Dhalluin (d) (né le 3 juillet 1947)     | avril 2014    | mai 2020                                 | 6 ans et 1 mois           | indépendant      |
| Raphaël Aix (d) (né le 20 août 1971)                | 24 mai 2020   | En cours                                 | 4 ans, 10 mois et 2 jours | divers gauche    |

## Population et société

### Démographie

#### Évolution démographique
L'évolution du nombre d'habitants est connue à travers les recensements de la population effectués dans la commune depuis 1793. Pour les communes de moins de 10 000 habitants, une enquête de recensement portant sur toute la population est réalisée tous les cinq ans, les populations de référence des années intermédiaires étant quant à elles estimées par interpolation ou extrapolation. Pour la commune, le premier recensement exhaustif entrant dans le cadre du nouveau dispositif a été réalisé en 2008.

En 2022, la commune comptait 2 868 habitants, en évolution de +2,28 % par rapport à 2016 (Nord : +0,51 %, France hors Mayotte : +2,11 %).
| 1793 | 1800 | 1806 | 1821 | 1831 | 1836 | 1841 | 1846 | 1851 |
| ---- | ---- | ---- | ---- | ---- | ---- | ---- | ---- | ---- |
| 73   | 53   | 98   | 147  | 180  | 187  | 208  | 214  | 192  |

| 1856 | 1861 | 1866 | 1872 | 1876 | 1881 | 1886 | 1891 | 1896 |
| ---- | ---- | ---- | ---- | ---- | ---- | ---- | ---- | ---- |
| 214  | 261  | 268  | 254  | 267  | 314  | 348  | 374  | 455  |

| 1901 | 1906 | 1911 | 1921 | 1926 | 1931  | 1936  | 1946  | 1954  |
| ---- | ---- | ---- | ---- | ---- | ----- | ----- | ----- | ----- |
| 608  | 651  | 707  | 691  | 933  | 1 162 | 1 237 | 1 124 | 1 282 |

| 1962  | 1968  | 1975  | 1982  | 1990  | 1999  | 2006  | 2008  | 2013  |
| ----- | ----- | ----- | ----- | ----- | ----- | ----- | ----- | ----- |
| 1 847 | 2 270 | 2 572 | 2 986 | 3 018 | 2 851 | 2 798 | 2 782 | 2 701 |

| 2018  | 2022  | - | - | - | - | - | - | - |
| ----- | ----- | - | - | - | - | - | - | - |
| 2 813 | 2 868 | - | - | - | - | - | - | - |

#### Pyramide des âges
La population de la commune est relativement jeune.
En 2018, le taux de personnes d'un âge inférieur à 30 ans s'élève à 33,7 %, soit en dessous de la moyenne départementale (39,5 %). À l'inverse, le taux de personnes d'âge supérieur à 60 ans est de 30,2 % la même année, alors qu'il est de 22,5 % au niveau départemental.
En 2018, la commune comptait 1 340 hommes pour 1 473 femmes, soit un taux de 52,36 % de femmes, légèrement supérieur au taux départemental (51,77 %).
Les pyramides des âges de la commune et du département s'établissent comme suit.
| Hommes | Classe d’âge | Femmes |
| ------ | ------------ | ------ |
| 0,7    | 90 ou +      | 2,0    |
| 7,3    | 75-89 ans    | 10,7   |
| 18,5   | 60-74 ans    | 20,8   |
| 19,2   | 45-59 ans    | 19,9   |
| 16,9   | 30-44 ans    | 16,4   |
| 18,4   | 15-29 ans    | 14,3   |
| 19,0   | 0-14 ans     | 16,0   |

| Hommes | Classe d’âge | Femmes |
| ------ | ------------ | ------ |
| 0,5    | 90 ou +      | 1,4    |
| 5,3    | 75-89 ans    | 8,1    |
| 14,8   | 60-74 ans    | 16,2   |
| 19,1   | 45-59 ans    | 18,4   |
| 19,5   | 30-44 ans    | 18,7   |
| 20,7   | 15-29 ans    | 19,1   |
| 20,2   | 0-14 ans     | 18     |

## Lieux et monuments

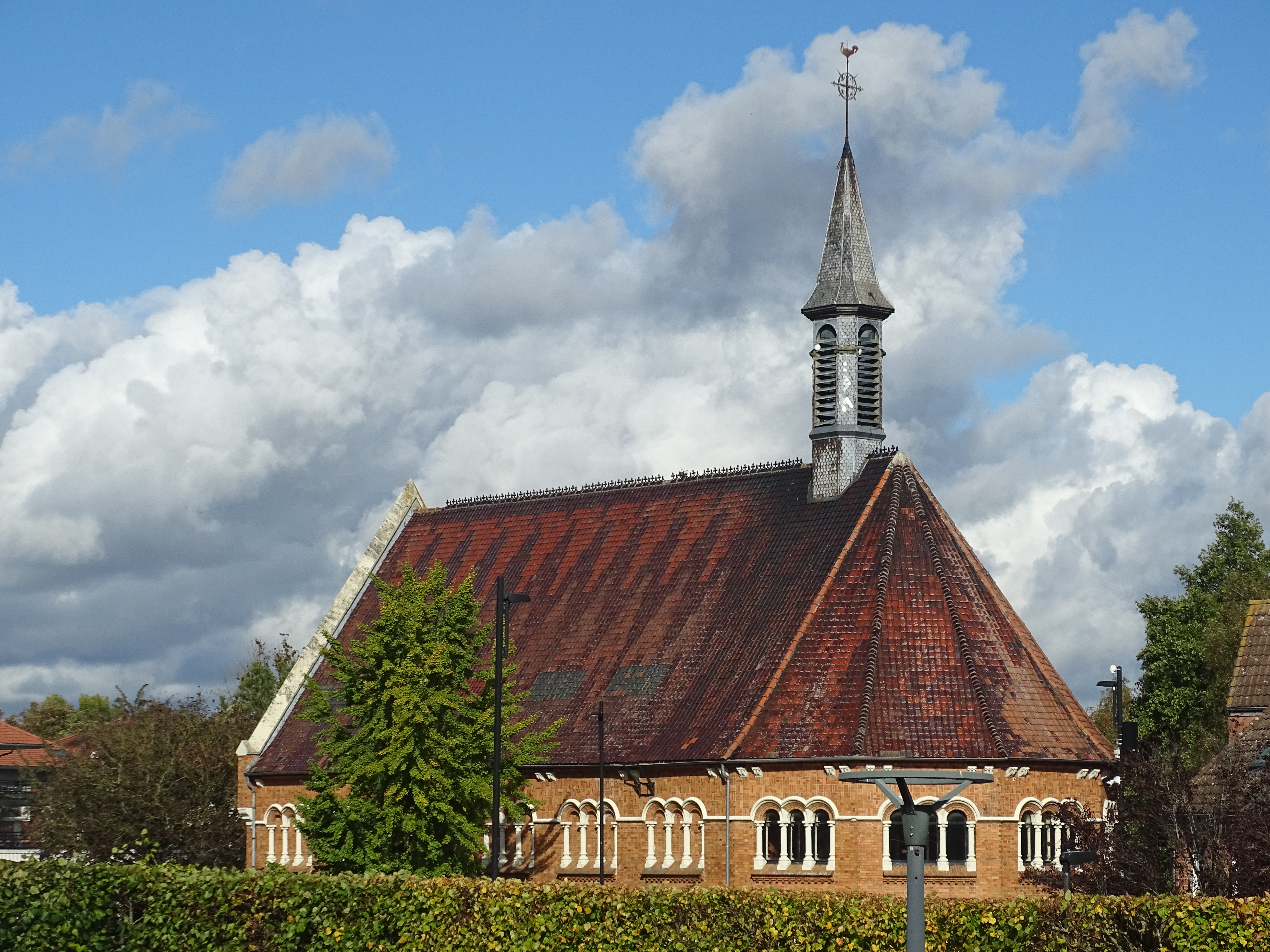
Église de Courchelettes

Église Sainte Jeanne d'Arc. Curieux édifice dont le lieu de culte à proprement parler se trouve à l'étage.

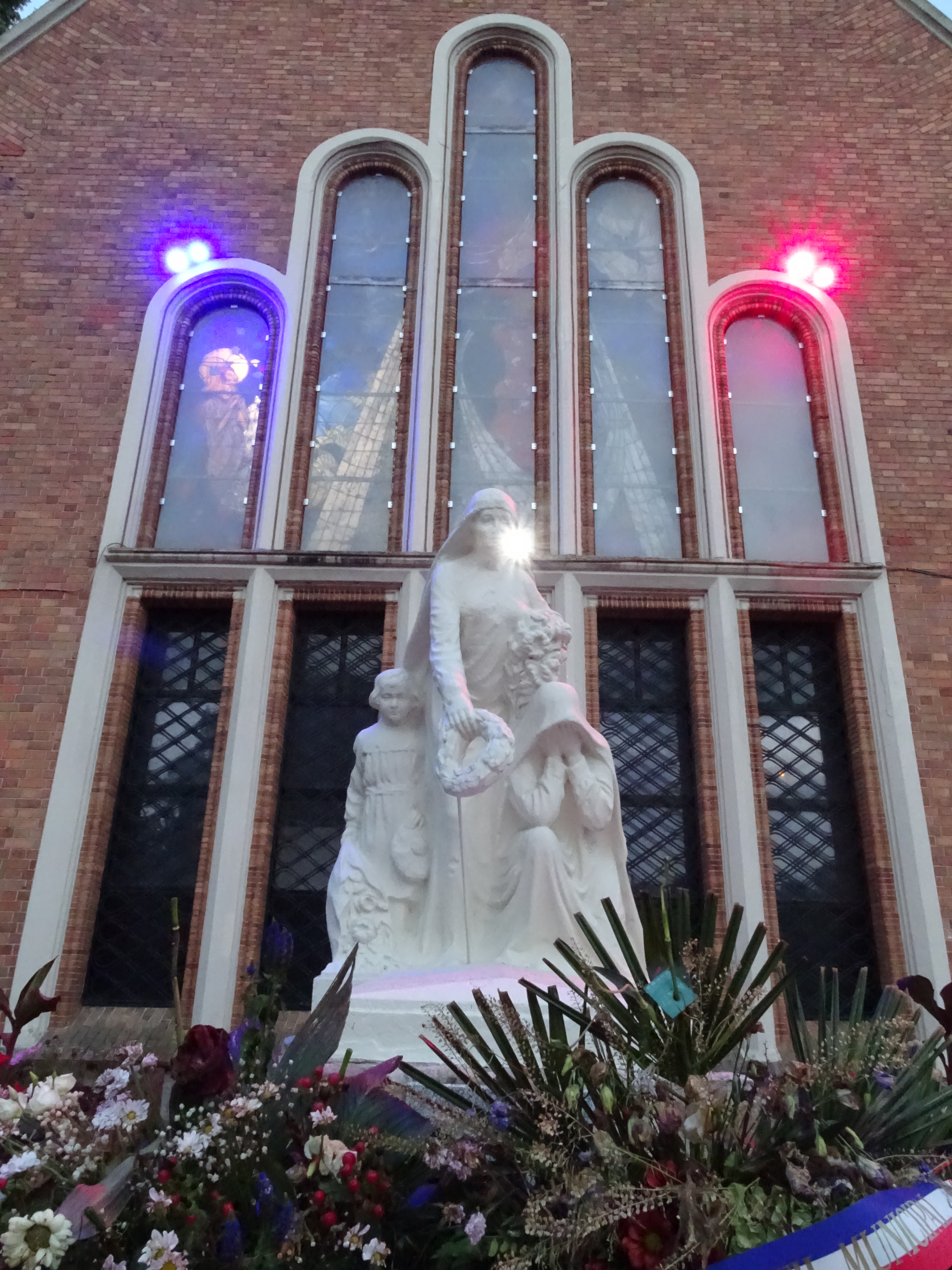
Monument fleuri avec les gerbes des cérémonies patriotiques

Monuments aux morts de Henri-Émile Rogerol

## Personnalités liées à la commune
- John Nollet coiffeur de stars, photographe et réalisateur

### Folklore

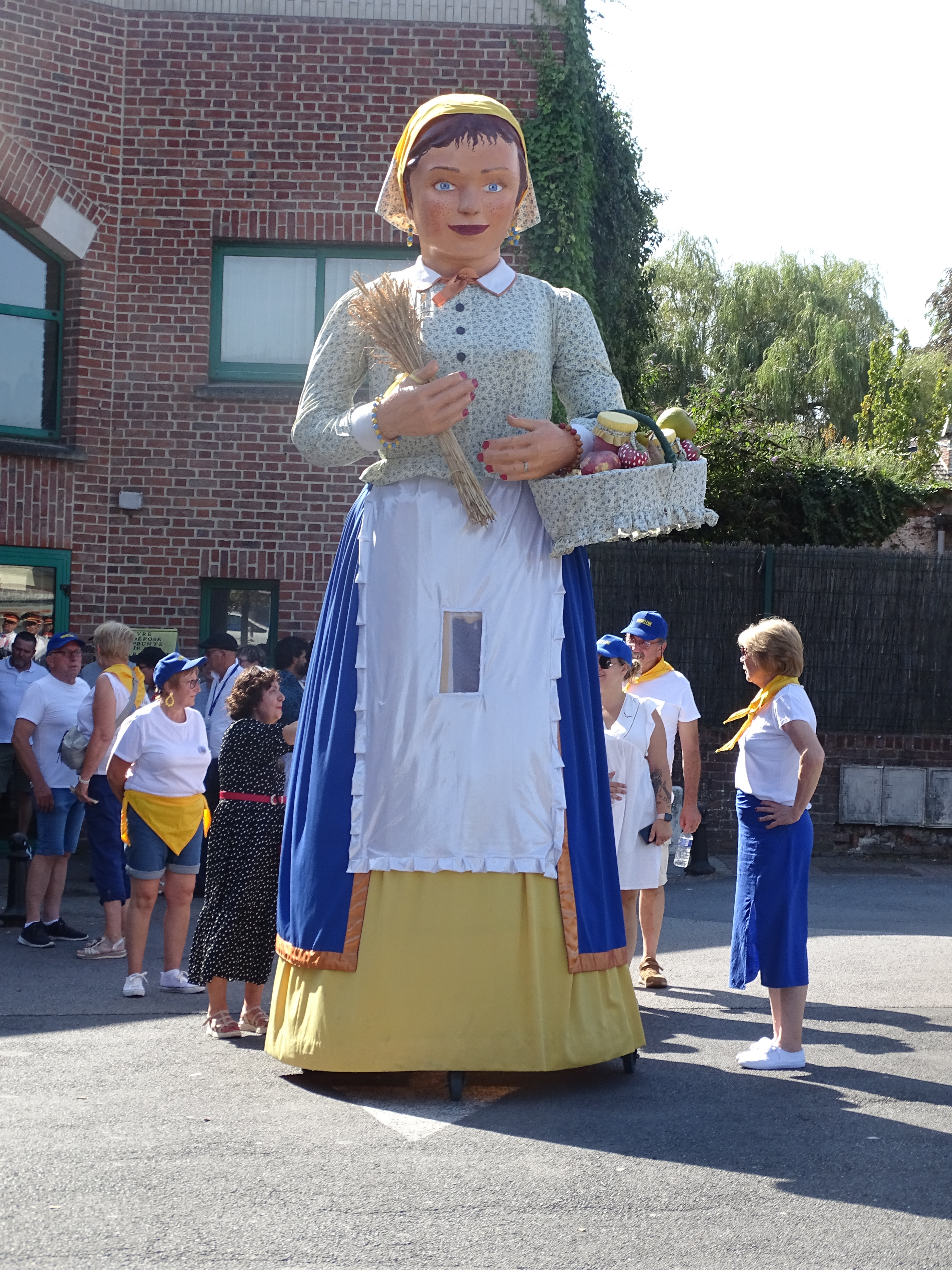
Mirmelène lors du départ du défilé communal le Dimanche 10 Septembre 2023

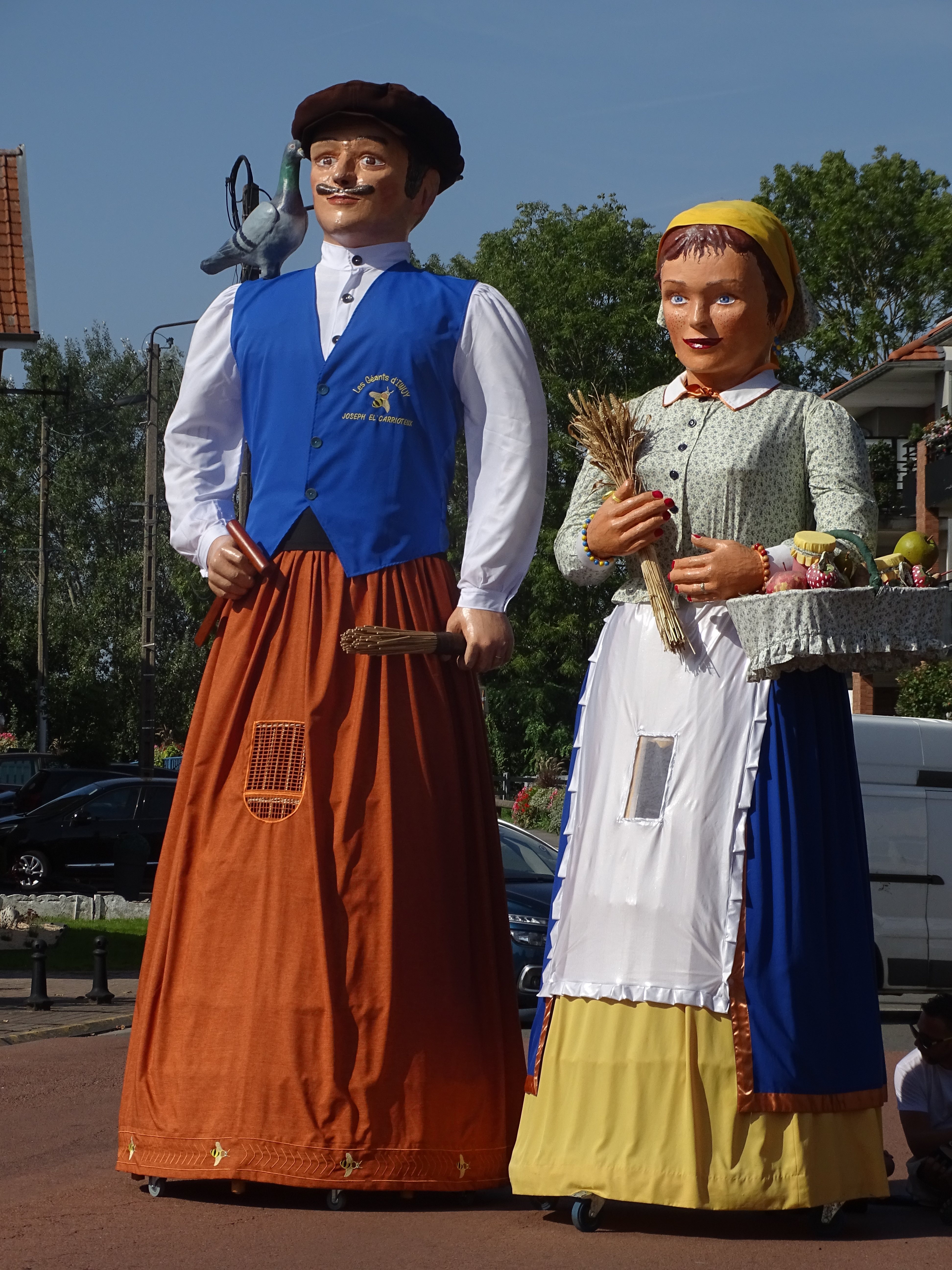
Les deux époux assistants au défilé

Courchelettes a pour géante Mirmelène de Quellerie.
Elle est habillée aux couleurs de la commune : le Bleu et le Jaune. Mais porte également un tablier qui symbolise sa "vocation" et les premières versions des festivités "La fête de la Confiture".
Son baptême à eu lieu le 14 Septembre 2002 lors de la 1ère édition des Fêtes.
Mirmelène se fiancera en Septembre 2010 à Courchelettes et se maria le 5 Juin 2011 à Iwuy avec l'un de leur géant : "Joseph l'carrioteux".

## Pour approfondir